# Rioja (província do Peru)
Rioja é uma província do Peru localizada na região de São Martim. Sua capital é a cidade de Rioja.

## Distritos da província
- Awajún
- Elías Soplín Vargas
- Nova Cajamarca
- Pardo Miguel
- Posic
- Rioja
- São Fernando
- Yorongos
- Yuracyacu